# Avelgem
Avelgem este o comună neerlandofonă situată în provincia Flandra de Vest, regiunea Flandra din Belgia. La 1 ianuarie 2008 avea o populație totală de 9.597 locuitori. 

## Geografie
Comuna actuală Avelgem a fost formată în urma unei reorganizări teritoriale în anul 1977, prin înglobarea într-o singură entitate a 5 comune învecinate. Suprafața totală a comunei este de 21,75 km². Comuna este subdivizată în secțiuni, ce corespund aproximativ cu fostele comune de dinainte de 1977. Acestea sunt:
| - I. Avelgem - II. Bossuit - III. Outrijve - IV. Waarmaarde - V. Kerkhove |

Localitățile limitrofe sunt:
| - Comuna Zwevegem: - a. Sint-Denijs - b. Moen - c. Heestert - d. Otegem - Comuna Anzegem: - e. Tiegem - f. Kaster - Comuna Wortegem-Petegem: - g. Elsegem | - Comuna Kluisbergen: - h. Berchem - i. Ruien - Comuna Mont-de-l'Enclus: - j. Orroir - Comuna Celles: - k. Escanaffles - l. Pottes - Comuna Spiere-Helkijn: - m. Helkijn |

1. ↑  Crossroad Bank of Enterprises, accesat în 19 iulie 2023